# Giovanni Ghirlandini
Giovanni Ghirlandini (Valeggio sul Mincio, 17 agosto 1725 – dopo il 1791) è stato un pittore italiano.

## Biografia

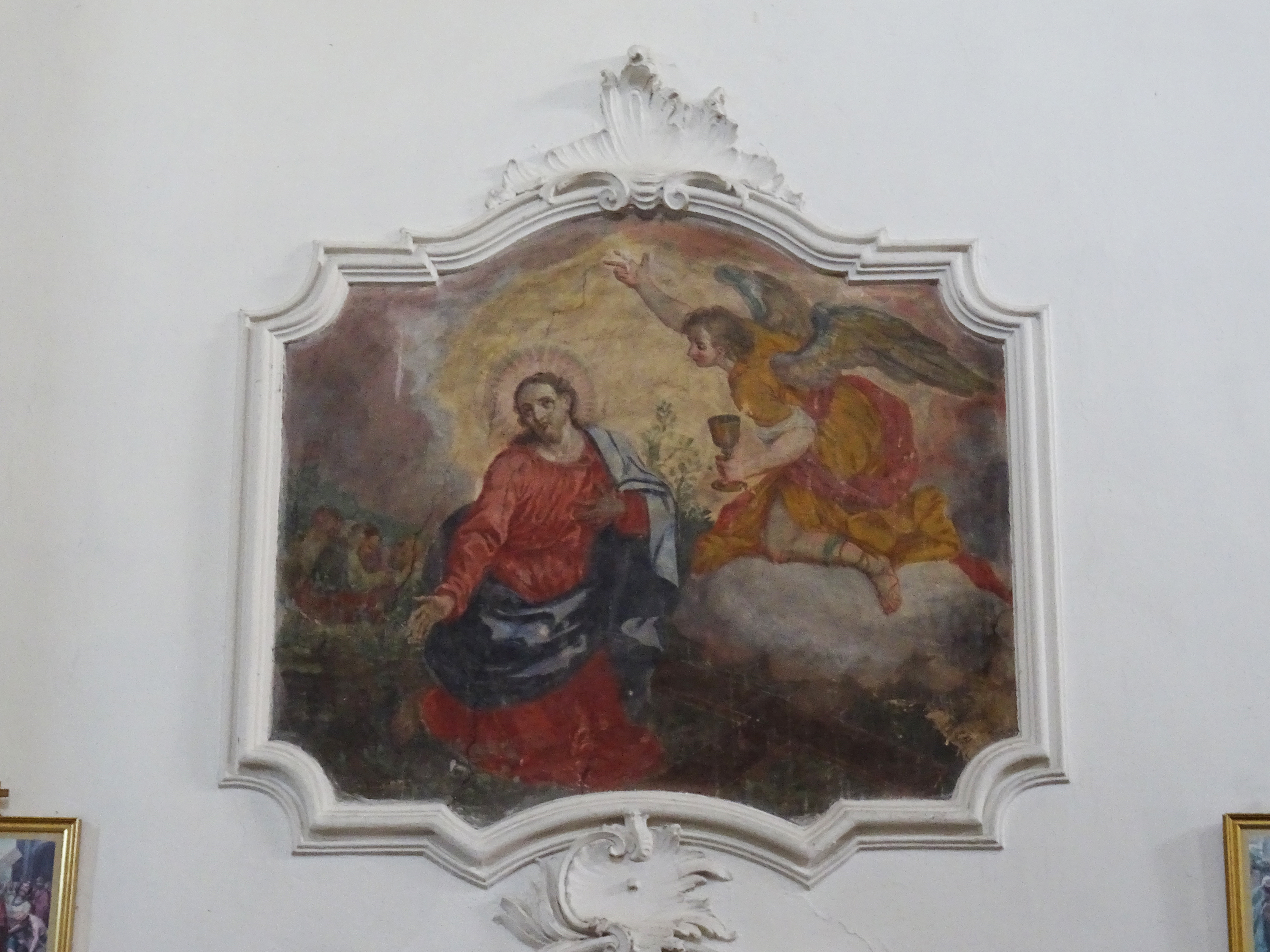
Gesù nell'orto degli ulivi, chiesa del Santo Sepolcro di Caprino Veronese, 1779

Non è chiaro da chi Ghirlandini sia stato educato, anche se è stato probabilmente influenzato dalla cerchia di Cignaroli di Verona e di Giuseppe Bazzani a Mantova.
Tra le sue pale d'altare vi sono una Madonna col Bambino tra i santi Francesco e Luigi Gonzaga per la chiesa parrocchiale di San Matteo a Quaderni. Dipinse tele ovali di Sant'Antonio da Padova e San Francesco di Paola per la chiesa parrocchiale di San Lorenzo a Nogarole Rocca.  Dipinse una Immacolata Concezione per la chiesa parrocchiale di Casaleone. La pala d'altare dei Santi Antonio da Padova, Vincenzo Ferrer e Bovo in adorazione del Sacro Cuore a San Pietro in Vincoli di Affi è attribuita a lui. Ha dipinto un Crocifisso con un santo gesuita e San Vincenzo Ferrer (1769) per la chiesa parrocchiale di Goito.  Nel 1776 dipinse una pala d'altare per la chiesa di Bondeno di Gonzaga. Ha dipinto una pala d'altare di San Nicola di Bari (1787) per la chiesa parrocchiale di Cereta.
Ha completato la maggior parte della decorazione ad affresco per la chiesa di Roverbella nel 1766-1768, anche se gli venne attribuita una riverniciatura di affreschi precedenti del Bazzani. Entrambi gli artisti hanno contribuito agli affreschi della chiesa parrocchiale di Pozzolo. Nella chiesa parrocchiale di Cadioli gli affreschi sono attribuiti solo a Ghirlandini. Fu impiegato ad affrescare soggetti sacri anche a Villa Colpani-Sandri e alla chiesa del Santo Sepolcro a Caprino Veronese. Ha affrescato Beata Paola Montaldi, Santa Maria Maddalena, Vergine e la Trinità con gli angeli (1773) per il soffitto della sacrestia della chiesa parrocchiale di Volta Mantovana.